# SCAT Airlines
PLL Scat Aircompany o SCAT (Special Cargo Air Transport) è una compagnia aerea regionale del Kazakistan con sede a Şımkent fondata nel 1997.

## Storia
La compagnia aerea è una società costituita da Vladimir Denisov nel 1997 con il 53% delle azioni e da Vladimir Sytnik che detiene il restante 47%; ha sede presso l'aeroporto internazionale della città kazaka di Şımkent.
SCAT ha fondato Sunday Airlines come nuova società charter e sussidiaria, per la quale SCAT gestisce tre Boeing 757-200 e un Boeing 767-300ER.
Nell'agosto 2015, la compagnia aerea ha annunciato la firma di un impegno per 15 Sukhoi Superjet 100 con il primo che doveva essere consegnato a maggio 2016. Tuttavia, questo ordine provvisorio non venne confermato entro la scadenza del 1º agosto 2016, apparentemente a causa di problemi relativi ai termini del leasing.
Nel novembre 2017, la compagnia aerea ha firmato un contratto per l'acquisto di sei aeromobili di ultima generazione, i Boeing 737 MAX 8, con la società americana Boeing. Il 29 marzo 2018, la flotta della compagnia ha ricevuto il primo Boeing 737 MAX 8 nei Paesi post-sovietici (con motori CFM International LEAP-1B).
Nel 2018, le restrizioni dello spazio aereo europeo sono state revocate e nel maggio 2018 Vilnius è diventata la prima destinazione programmata nell'UE. Nel marzo 2018, SCAT Airlines è stata accettata come membro a pieno titolo della International Air Transport Association (IATA). SCAT Airlines è diventata la seconda compagnia aerea del Kazakistan inclusa nel registro IATA.

## Destinazioni

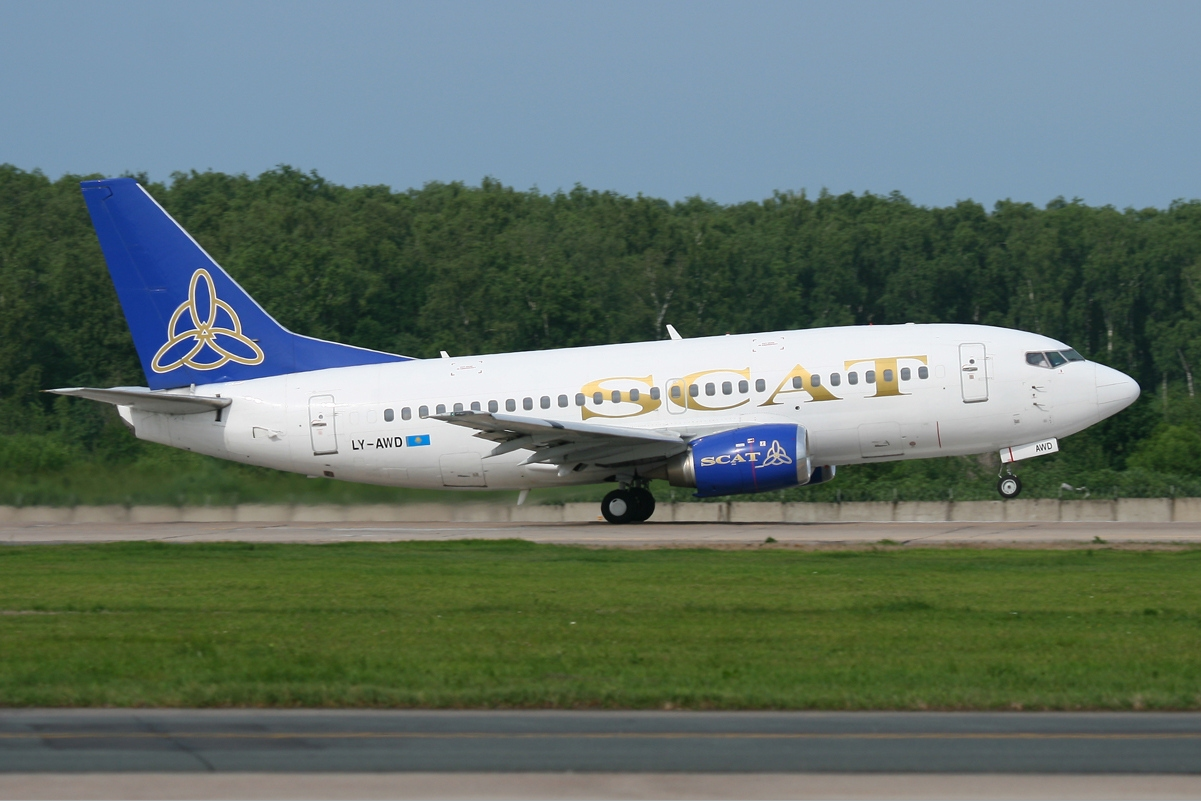
Un Boeing 737-500 nella livrea storica.

Al 2023, SCAT Airlines opera voli verso Armenia, Azerbaigian, Cina, Georgia, Giappone, Mongolia, Russia, Tagikistan e Turchia oltre a voli interni al Kazakistan.

### Accordi di code-share
Al 2021, SCAT Airlines ha accordi di code-share con:
- Azerbaijan Airlines

## Flotta

### Flotta attuale

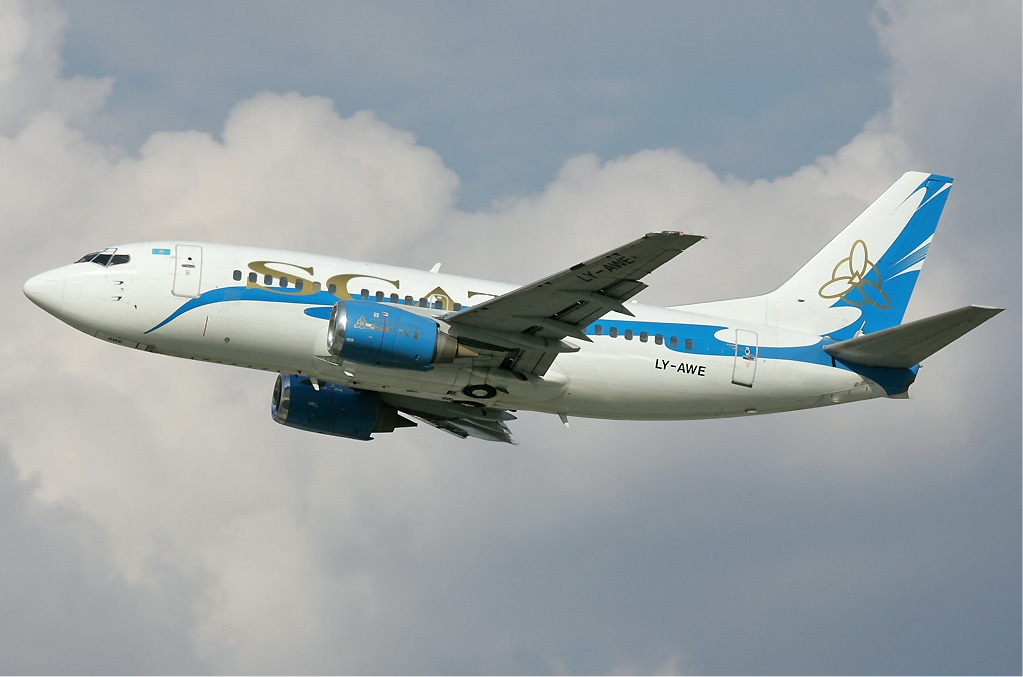
Un Boeing 737-500.

A maggio 2025 la flotta di SCAT Airlines è così composta:

### Flotta storica

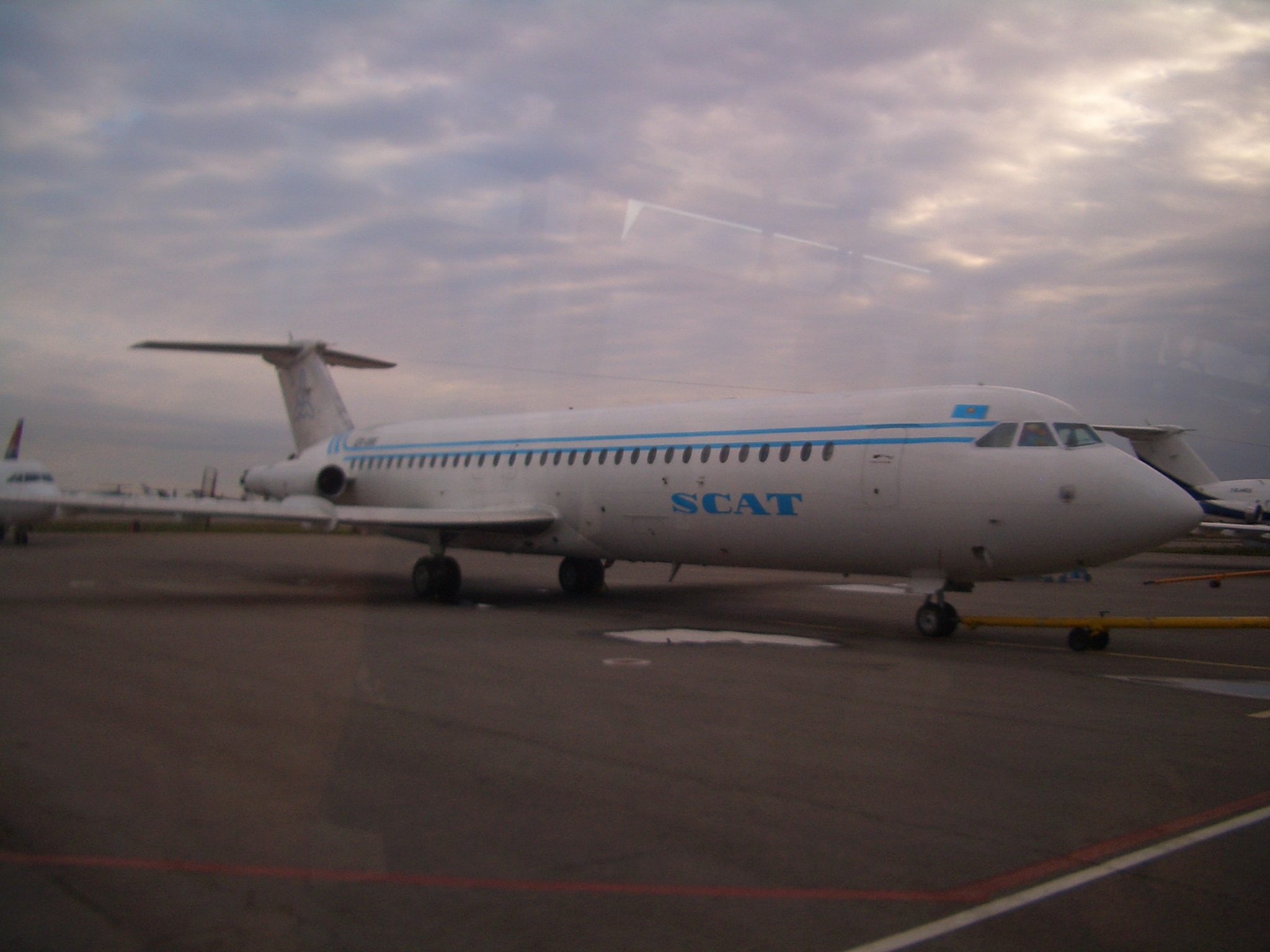
L'unico BAC One-Eleven posseduto dalla compagnia.

SCAT Airlines operava in precedenza con i seguenti aeromobili:

## Incidenti
- Il 29 gennaio 2013, il volo SCAT Airlines 760, un Bombardier CRJ200, marche UP-CJ006, precipitò nella fitta nebbia vicino al villaggio di Kyzyltu, durante l'avvicinamento ad Almaty. Persero la vita tutti i 16 passeggeri e 5 membri dell'equipaggio a bordo.[15]
- Il 16 giugno 2015, un Boeing 737-300, marche LY-FLB, prese fuoco ad Aktau mentre si stava preparando per un volo verso la Russia. A bordo non c'era nessuno; la parte centrale dell'aereo venne consumata dalle fiamme.[16]